# Yuka Kuramochi
Yuka Kuramochi (en japonés: 倉持 由香; romanizado: Kuramochi Yuka) (Funabashi, Chiba; 6 de noviembre de 1991) es una actriz, AV Idol, gravure idol y tarento japonesa. Está representada por la agencia G.P.R. Corporation.

## Carrera
Kuramochi nació y creció en la prefectura de Chiba con un hermano mayor. Se graduó de la escuela secundaria en marzo de 2010.
Ha estado escribiendo sobre sus actividades en su blog Livedoor como afiliada a "Tokyo Zukan" como 倉持 結香. Sin embargo, el blog dejó de actualizarse a finales de abril de 2010. En agosto del mismo año abrió un blog en Ameblo y señaló que "su anterior nombre artístico ya no puede ser utilizado", lo que sugiere que el contrato con la "Tokyo Zukan" ha terminado. Anunció su traslado a su actual agencia en diciembre de 2011.
La película Thallium Shōjo no Dokusatsu Nikki. que ella protagonizó en el 25.º Festival Internacional de Cine de Tokio. el 20 de octubre de 2012 ganó un premio de trabajo en un departamento de punto de vista con una película japonesa. Apareció en la alfombra verde. También participó en el Festival Internacional de Cine de Róterdam con la misma obra. A partir de julio de 2013 actuó como candidata a idol 2013. Apareció en la edición del 25 de enero de 2013 de Young Animal, en la que apareció en la serie Please Take a Picture!.
Ella realiza actividades de relaciones públicas de las películas Rush y Escape Plan como Departamento de Propaganda de la Película Gradol a partir de junio de 2014 junto con Saki Suzuki. A partir de julio de 2016 se anunció que ella se convirtió en un regular de Doyō no Yoru wa Shiriagari Variety: Peachannel, de AbemaTV. En agosto de 2016, se convirtió en un nuevo miembro de "Umagi People" en Umabi establecido por la Asociación de Carreras de Japón (JRA), e hizo un brillante boleto de apuestas con una magnífica balada en el Memorial de Kitakyushu. A finales de diciembre de 2016, en el Suppin Mājan de AbemaTV, ganó el campeonato y obtuvo un premio de un millón de yenes.
El 24 de marzo de 2017, se anunció su participación como jurado de Miss iD 2018. En el premio mensual celebrado el 16 de abril de 2017, hizo tres tripletes y consiguió un millón de apuestas. Acertó tres veces consecutivas en la Copa Reina Isabel, Oaks... A finales de mayo de 2017 había ganado siete veces con un total de un millón de boletos. En el Derby japonés celebrado el 28 de mayo de 2017, también volvió a intentar tres triples, los seis juegos de la "Gente Umabi" para controlar la batalla de predicción G1 de la Copa Osaka al derby. En el Encuentro Memorial Yasuda celebrado el 4 de junio de 2017, intentó triples y sencillos, y consiguió un total de 325 500 yenes.
En noviembre de 2019, Kuramochi anunció su matrimonio con el streamer Fuudo. El 1 de junio de 2021, dio a luz a su primer hijo, un niño llamado Minato.